# Glenea suturefasciata
Glenea suturefasciata là một loài bọ cánh cứng trong họ Cerambycidae.